# Dore (fiume)
La Dore è un fiume francese, affluente dell'Allier, dunque un subaffluente della Loira.

## Geografia

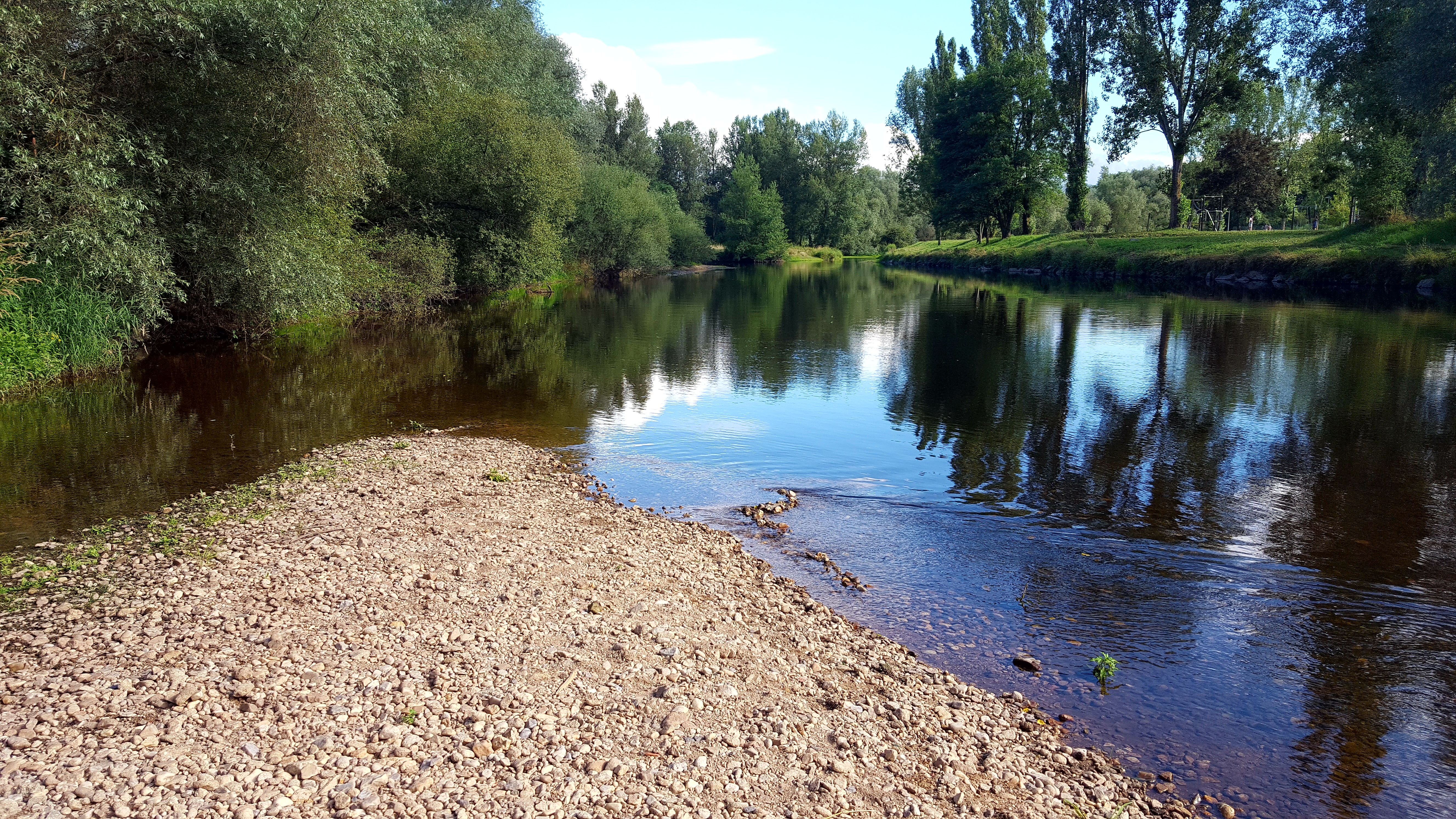
La Dore al Parco divertimenti nel comune di Thiers.

La sua valle separa i monti del Forez a est e quelli del Livradois ovest.
La sua sorgente ufficiale si trova sul territorio di Saint-Bonnet-le-Bourg, nella località detta « Bois de Berny », a 1065 metri d'altitudine. Essa nel suo corso iniziale è chiamata torrente di Berny poi torrente di Aubianges, prima di assumere il suo nome definitivo allorché arriva sul territorio di Doranges, quando le acque di quest'ultimo si mescolano a quelle del torrente che nasce dalla palude di Marchaud. Nei suoi primi chilometri essa scorre in direzione nord-sud, poi piega radicalmente a livello di Saint-Alyre-d'Arlanc per prendere una direzione sud-nord ed entrare nella Limagne d'Ambert. Questa flessione, simile a quella del corso della Dolore, uno dei suoi principali affluenti, è anche caratteristica di numerosi corsi d'acqua nel Massiccio Centrale, ivi compresa la Loira.

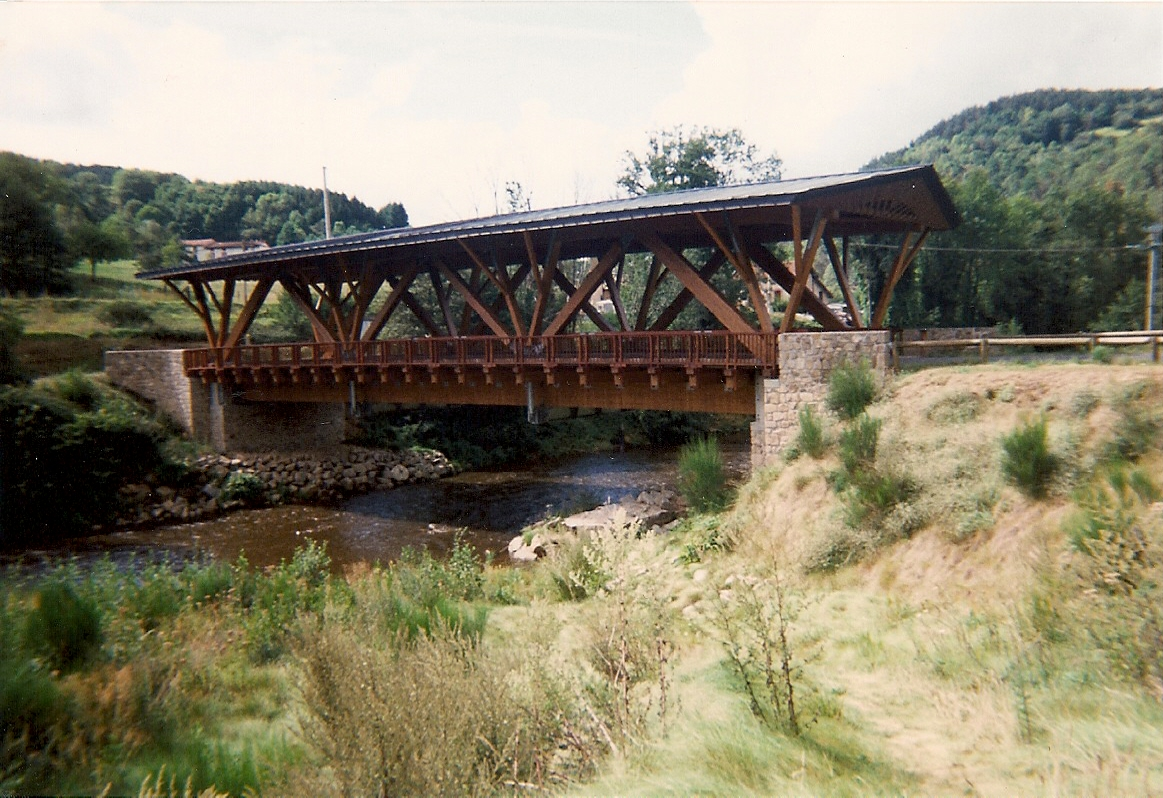
Ponte sulla Dore qui nel villaggio di Saint-Gervais-sous-Meymont.

Essa attraversa Ambert alla periferia e Courpière, proprio fuori del suo centro storico, e passa nelle immediate vicinanze di Sauviat, Néronde, Peschadoires, Thiers, Noalhat, Dorat e Puy-Guillaume.
La sua confluenza con l'Allier si trova all'altezza di Ris  a monte di Saint-Yorre (vicino a Vichy) e a valle di Puy-Guillaume.
Due centrali idroelettriche sono state costruite per utilizzare la sua portata: la centrale detta di Sauviat (a cavallo sul comune di Saint-Flour) e la centrale di Olliergues.
La Dore costituisce la vera spina dorsale del parco naturale regionale Livradois-Forez. La sua portata è fortemente diminuita dal XIX secolo, a seguito del rimboschimento intensivo praticato nei monti del Livradois e del Forez, consacrati per tanti secoli ad attività di pascolo. La diminuzione di questa portata ha anche comportato la scomparsa di centinaia di mulini ad acqua situati sulla Dore e sui suoi affluenti, accelerando così la scomparsa, nell'arrondissement di Ambert, dell'industria cartaria, una volta rinomata nell'intera Francia.

## Affluenti
La Dore conta 65 affluenti ufficiali
I più importanti sono i seguenti:
- La Dolore
  - Il Beligeon
- Il Riolet
- Il torrente di Minchoux
- Il torrente dei Graves
- Il torrente di Mende
- Il Miodet
  - Il torrente delle Martinanches
- Il torrente del mulino di Layat
- Il Lilion

- La Malgoutte
- La Dorette di Doranges
- La Dorette di Saint-Alyre
- La Dorette di Dore-l'Église
- La Collanges
- Il Tonvic
- La Grand'rive
- La Rousse
- Il Batifol
- Il torrente di Vertolaye

- La Farge
- Il Gerize
- La Faye
- La Couleyre
- Il Couzon
- Il torrente des Roches
- La Durolle
- Il Dorson
- La Credogne

### Numero di Strahler
Il suo numero di Strahler è cinque.